# Larry Noble
Laurence Keith Noble (Huddersfield, West Riding of Yorkshire, Reino Unido; 13 de diciembre de 1914 – Camden, Londres, Reino Unido; 9 de septiembre de 1993) fue un célebre comediante de teatro bien conocido por actuar en el Whitehall farces con Brian Rix. Fue protagonista en la producción original de Reluctant Heroes y actuó como un alegre jinete francés en Dry Rot. En la televisión, hizo apariciones como invitado en Last of the Summer Wine en el año 1975 y en Los corsarios de Blake (Blake's 7 en inglés) en 1981.

## Filmografía seleccionada
- (1957) Not Wanted on Voyage